# Pavol Frešo
Pavol Frešo (ur. 21 kwietnia 1969 w Bratysławie) – słowacki polityk, inżynier i przedsiębiorca, parlamentarzysta, od 2012 do 2016 przewodniczący Słowackiej Unii Chrześcijańskiej i Demokratycznej – Partii Demokratycznej.

## Życiorys
W 1992 ukończył studia na Słowackim Uniwersytecie Technicznym w Bratysławie, a w 1995 na Uniwersytecie Ekonomicznym w Bratysławie. Od 1990 do 1992 zajmował się organizacją szkoleń, w latach 1993–2006 prowadził własne przedsiębiorstwo.
W pierwszej połowie lat 90. działał w jednym z ugrupowań konserwatywnych. Od 2003 był przewodniczącym komisji rewizyjnej Partii Demokratycznej, a od 2005 wiceprzewodniczącym tego ugrupowania. W 2006 przystąpił z nim do Słowackiej Unii Chrześcijańskiej i Demokratycznej, która wówczas zmieniła nazwę. Wszedł w skład władz krajowych SDKÚ-DS. Również w 2006 uzyskał mandat deputowanego do Rady Narodowej. W 2009 został wybrany na przewodniczącego kraju bratysławskiego; reelekcję uzyskał w 2013, funkcję tę pełnił do 2017.
W wyniku wyborów w 2012 ponownie wszedł do krajowego parlamentu. 19 maja 2012 wybrany na przewodniczącego partii, zastąpił Mikuláša Dzurindę. Kierowana przez niego partia uległa rozpadowi i w 2016 znalazła się poza parlamentem. W lipcu tegoż roku zakończył pełnienie funkcji jej przewodniczącego.